# Daniwka
Daniwka (ukr. Данівка) – wieś na Ukrainie, w obwodzie czernihowskim, w rejonie czernihowskim, w hromadzie Kozielec. W 2001 liczyła 965 mieszkańców.